# Sylvia Soublette
Sylvia Soublette Asmussen (Viña del Mar, 5 de febrero de 1923-Santiago, 29 de enero de 2020) fue una compositora, cantante, instrumentista, directora coral, gestora cultural y pedagoga chilena.
Fundó el Coro de la Pontificia Universidad Católica de Valparaíso, el Octeto de Santiago, el Conjunto de Música Antigua de la Pontificia Universidad Católica de Chile, la Camerata Nacional Juvenil de Caracas, la Canturía San Francisco y el Instituto de Música de Santiago (actual Instituto de Música de la Universidad Alberto Hurtado). Recibió numerosos premios y reconocimientos a nivel nacional, incluyendo la Medalla de la Música del Consejo de la Música.

## Biografía

### Primeros años
Fue criada en una familia de aficionados a la música y las humanidades. Tanto su abuela paterna —pianista y compositora— como su madre —cantante— y su padre, amante de la historia, definieron muy especialmente su inclinación artística. Su tatarabuelo fue Basilio Urrutia. Desde niña se dedicó a la música, formando pequeños conjuntos musicales con sus familiares y amigos, donde ella hacía arreglos de canciones populares y enseñaba las líneas melódicas de sus composiciones. También estudió canto en la Academia Santa Cecilia, escuela ligada muy de cerca al Conservatorio de Música de Valparaíso. Sylvia diría sobre su infancia:

Yo tuve una ventaja maravillosa porque en ese tiempo llegó a vivir a Viña del Mar Federico Heinlein, quien había sido ayudante de Erich Kleiber y que después se enamoró de Viña y se quiso quedar a vivir. Nos reuníamos un grupo de gente interesada en todo lo que era la literatura, la música, incluso la filosofía, todas esas cosas; nos reuníamos mucho y él era un poco el director de ese grupo. Por ejemplo, para que nosotros aprendiéramos estilo, él hacía una cosa bien interesante: nos juntábamos y él tocaba una obra en piano, o sino con un chelo o con un violín y nos hacía escribir qué nos parecía la obra, si nos parecía interesante, de qué período era, de qué estilo. Eso podrá parecer una tontera pero fue una cosa fantástica, porque nos ayudó enormemente a compenetrarnos de los estilos desde muy jóvenes. Federico era muy amigo mío y él realmente fue mi maestro, porque yo ya había terminado el Conservatorio, pero una cosa es terminar los estudios y otra es la práctica, uno tiene que practicar como cualquier cosa. Toda la cultura general de la música, conocer por ejemplo la música alemana, los lieder, lo romántico, si no hubiera sido por Federico no hubiera llegado nunca a cantarlos como los canté. No sólo me explicaba las traducciones, sino que me obligaba a pronunciar un alemán perfecto y así pude enseñarles a mis alumnos después. Estoy muy agradecida de él porque fue una persona que puso todo su interés en mí, iba a mi casa a acompañarme para que yo cantara.

En 1941, cuando no había terminado el colegio, Sylvia creó el Coro Femenino Viña del Mar con sus compañeras de los Sagrados Corazones. A partir de esta experiencia creó un segundo coro, esta vez masculino, en la Pontificia Universidad Católica de Valparaíso. Con ambos grupos formó el primer coro mixto de la Universidad en 1945, con apenas 22 años de edad, abarcando repertorio renacentista, barroco y romántico.

### Matrimonio y vida familiar
En 1946 se casó con Gabriel Valdés Subercaseaux, político chileno que también estaba muy involucrado con el mundo de la música, especialmente por el lado familiar: él era hermano de Margarita Valdés, esposa del compositor Alfonso Letelier. En relación con su matrimonio, Sylvia dijo:

Además tocó la casualidad de que a Gabriel también le encantaba la música, y por eso nos conocimos. (…) La familia de él hacía música también, todos. Mi suegra, por ejemplo, tocaba muy bien piano, mi suegro tocaba chelo, y yo llegué [a la familia] cuando Alfonso Letelier ya se había casado con la hermana de Gabriel, Margarita, que son los padres de la [soprano] Carmen Luisa Letelier.

Su unión a esta familia le abrió un importante mundo de oportunidades en su carrera, que se añadía a la formación que ya tenía como músico y que se veía potenciada por el trabajo de su hermano Gastón, musicólogo y compositor. Formó el Octeto de Santiago, grupo vocal compuesto por ella, Blanca Valdés (sopranos), Margarita Valdés, Luz Errázuriz (contraltos), Sergio Ossa, Hernán Würth (tenores), Alfonso Letelier y Gabriel Valdés (bajos), que abordó básicamente repertorio de siglo XX.

Lo que nos interesó más en ese momento fue la música contemporánea, yo no sabía nada de eso, porque por el hecho de haber dirigido coros varios años, estaba dedicada más bien a la música del pasado, la música del Renacimiento, la música coral por excelencia, y Bach, lo barroco, y también mucho romántico. En ese tiempo eran para nosotros contemporáneos Debussy, Ravel, Francis Poulenc, Darius Milhaud, entonces hicimos un repertorio muy interesante de música francesa muy bonita, con este octeto familiar.

Con este conjunto se fue de gira a París, Francia, donde estudió composición y dirección coral con Darius Milhaud y Olivier Messiaen, en el Conservatorio de París. De regreso en Chile, prosiguió sus estudios con destacados músicos chilenos, como Federico Heinlein, profesor de composición; Domingo Santa Cruz, experto en Barroco y contrapunto, y Clara Oyuela, maestra de canto que influenció fuertemente su visión del canto lírico. De ella dijo:

La Clara me dijo un día una cosa muy importante: «mira, para mí, un buen cantante es quien tiene sensibilidad, musicalidad, que tiene expresividad y al final la voz». Hoy parece que debes tener voces fantásticas, voces enormes que llenen un teatro, pero ese concepto no fue el mío, porque en mi época no se hacían óperas, se hacían lieder, canciones francesas, se hacía música contemporánea, después música antigua, y para todo eso tú necesitabas una buena voz, una buena técnica, pero no necesitabas una voz enorme.

### Música antigua
A petición de Fernando Rosas, en 1960 Sylvia comenzó a trabajar en la Pontificia Universidad Católica de Chile como cofundadora del Conjunto de Música Antigua creado por Juana Subercaseaux, donde también participaron Claudio Naranjo, José Gutiérrez, Rolf Alexander (bailarín del Instituto de Extensión Musical), Noelle de Mosa (esposa de Alexander), Mirka Stratigopoulou (bailarina griega e instrumentista de vientos), Kurt Rottman (ingeniero alemán) y Hernán Würth. Este grupo, creado bajo la rectoría del monseñor Alfredo Silva Santiago, representó un importante avance en la actividad musical en Chile, puesto que fue el primer conjunto de música antigua del país, destacándose en sus giras por Estados Unidos, Perú, México, España, Francia, Italia, Yugoslavia, Rumania, Grecia y Rusia.
Tras el golpe militar en Chile en 1973 y luego de un trabajo de catorce años con el Conjunto de Música Antigua, Sylvia y su esposo fueron a vivir a Estados Unidos. Luego de conocer a José Antonio Abreu, el creador del Sistema de Orquestas Juveniles en Venezuela, Sylvia se radicó en este país durante dos años a trabajar en la creación de un conjunto de música antigua, el Ars Musicae, hoy llamado Camerata Nacional Juvenil de Caracas y que contó con el apoyo de varios músicos chilenos, entre ellos, Mirka Stratigopoulou, Fernando Silva-Morvan (violista) y Óscar Ohlsen (guitarrista y laudista).
Durante los ochenta regresó a Chile, donde se encontró con un país cambiado por la dictadura, razón por la que cayó en una profunda depresión. «Y de nuevo empezó mi vida bien mal, yo estaba muy deprimida, encontraba que Santiago estaba tan cambiado, me sentía extraña en el país, como que desconocía todo después de tanto tiempo.» A fin de salir de su depresión y a pedido de Emilio Rojas, exalumno suyo, creó el Centro Musical San Francisco y la Canturía San Francisco en 1981, un nuevo conjunto de música antigua ubicado en Concepción. Con ellos realizó una extensa investigación musicológica con la cual logró recuperar una vasta cantidad de repertorio del Barroco latinoamericano y monteverdiano.

### El Instituto de Música de Santiago
En poco tiempo, la Canturía San Francisco fue disuelta debido a problemas con los sostenedores del conjunto. En respuesta a esto, en 1991, Sylvia creó la Corporación Cultural Instituto de Música de Santiago bajo el alero de la Universidad Academia de Humanismo Cristiano. Sin embargo, los problemas financieros que atravesó la universidad llevaron a su separación del Instituto, el cual posteriormente fue financiado por empresas privadas a través del círculo de Amigos del Instituto de Música de Santiago. En 1997 recibió el Premio a la Crítica del Círculo de Críticos del Arte de Valparaíso, y al año siguiente se le otorgó la Medalla de la Música por el Consejo Chileno de la Música.
Durante más de una década formó a jóvenes músicos en el Instituto de Música de Santiago, pero la numerosa cantidad de alumnos becados volvió a sumir al Instituto en la inestabilidad económica, sobre todo a partir del 2004 cuando se comenzó a estrenar una serie de óperas antiguas, como L’incoronazione di Poppea de Claudio Monteverdi y Dido y Eneas de Henry Purcell, además de la ópera contemporánea María de Buenos Aires de Astor Piazzolla, cada una de las cuales fue interpretada en varias ocasiones, con artistas nacionales e invitados extranjeros. Debido a los problemas económicos, el Instituto pasó a depender de la Universidad Alberto Hurtado (actual Instituto de Música de dicha universidad), y quedó bajo la dirección de Violaine Soublette, hija de Gastón Soublette.
En 2006, Sylvia y su esposo viajaron a Italia, donde se dedicó a la composición de una misa para coro mixto, solistas, órgano y violonchelo, obra estrenada por el Coro de Cámara de la Universidad Alberto Hurtado, bajo la dirección de Guido Minoletti.
En 2009 volvió a la capital chilena, donde falleció a los noventa y seis años, tras más de ocho años de viudez.

## Obras
- Sonetos sobre textos de Pablo Neruda.
- Anoche estando durmiendo.
- Suite para violín y piano.
- En los bosques.
- Sabrás que te amo.
- Dos amantes dichosos.
- Misa romana para coro mixto, solistas, órgano y violonchelo (2007).
- Misa romana para coro mixto, solistas y orquesta (2012).
- Stabat Mater dolorosa para coro femenino y continuo (2012).

## Instituciones y agrupaciones musicales fundadas
- Coro Femenino Viña del Mar (1941).
- Coro Masculino Universidad Católica de Valparaíso (1945).
- Coro de la Universidad Católica de Valparaíso (1945).
- Octeto de Santiago (1950s).
- Conjunto de Música Antigua de la Universidad Católica de Chile (1960).
- Ars Musicae (1976).
- Centro Musical San Francisco (1981).
- Canturía San Francisco (1981).
- Corporación Cultural Instituto de Música de Santiago (1991).

## Premios
- Premio a la Crítica (1997) del Círculo de Críticos de Arte de Valparaíso.
- Medalla de la Música (1998) del Consejo Chileno de la Música.
- Medalla Centenario UC (2012) de la Pontificia Universidad Católica de Chile.

### Con el Conjunto de Música Antigua UC
- Medalla de Oro Elisabeth Sprague Coodlige (1964), otorgada por la Harriet Cohen International Music Award por mejor conjunto de cámara del año.
- Premio de la Crítica (1974), otorgado por el montaje El descubrimiento de América en el Museo Nacional de Bellas Artes.